# Doncella neerlandesa

Emblema de la República de Batavia.

La  Doncella neerlandesa (en holandés: Nederlandse Maagd) es la personificación nacional de los Países Bajos. Se la suele representar con una túnica romana y con un león, Leo Belgicus, a su lado. Aparte de haber una doncella de los Países Bajos, también hay doncellas que representan a algunas provincias y pueblos. 
Tiene también mucha relación con la alegoría de Bélgica ya que ambos países han compartido historia común en el pasado, de tal modo que la doncella neerlandesa a veces aparece como Belgia o Belgica.

## Doncella neerlandesa

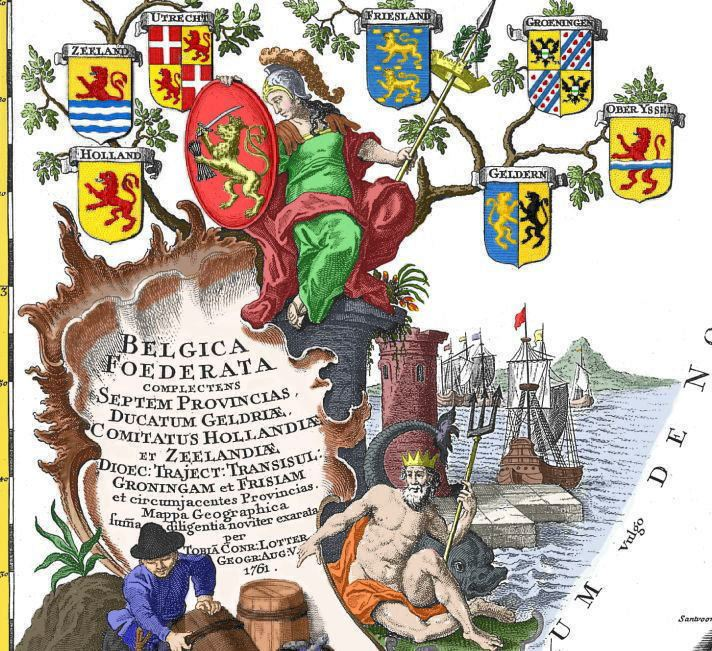
La doncella neerlandesa.

La doncella neerlandesa ha sido usada como símbolo nacional desde el siglo XVI. 
Durante la Guerra de los ochenta años, una doncella representando a las Provincias Unidas de los Países Bajos se convirtió en un tema recurrente en los grabados alegóricos de entonces.
El 25 de mayo de 1694, los Estados de Holanda y Frisia occidental introdujeron una moneda uniforme diseñada por las Provincias Unidas, mostrando a la doncella neerlandesa apoyándose en una biblia situada en un altar y sosteniendo una lanza con el sombrero de la libertad.
Durante la ocupación francesa, la breve República de Batavia adoptó a la doncella neerlandesa como su símbolo principal. El símbolo fue colocado en la esquina superior izquierda de la bandera de la República con un león a sus pies. En una mano porta un escudo con un haz de lítores dibujado y en la otra una lanza coronada con el gorro de la libertad.
La doncella continuó siendo usada tras la fundación del Reino de los Países Bajos en 1815. Fue representada en multitud de monumentos del siglo XIX incluyendo:
- Estatua en el centro de Plein de 1813 en La Haya.[4]
- Estatua en conmemoración de la Batalla de Heiligerlee.[5]
- Estatua en Nieuwemarkt de Róterdam.[6]

Sigue apareciendo en el siglo XX y XXI. Por ejemplo en una canción política de 1977 llamada oudejaarsconference, el cómico Wim Kan hace una referencia a la Doncella neerlandesa: 

"Todos los gansos que ponen huevos de oro han sido sacrificados,

la doncella neerlandesa ha sido violada por el gallo rojo

y ha sido llevada a Bloemenhoven

en bicicleta por Van Agt".

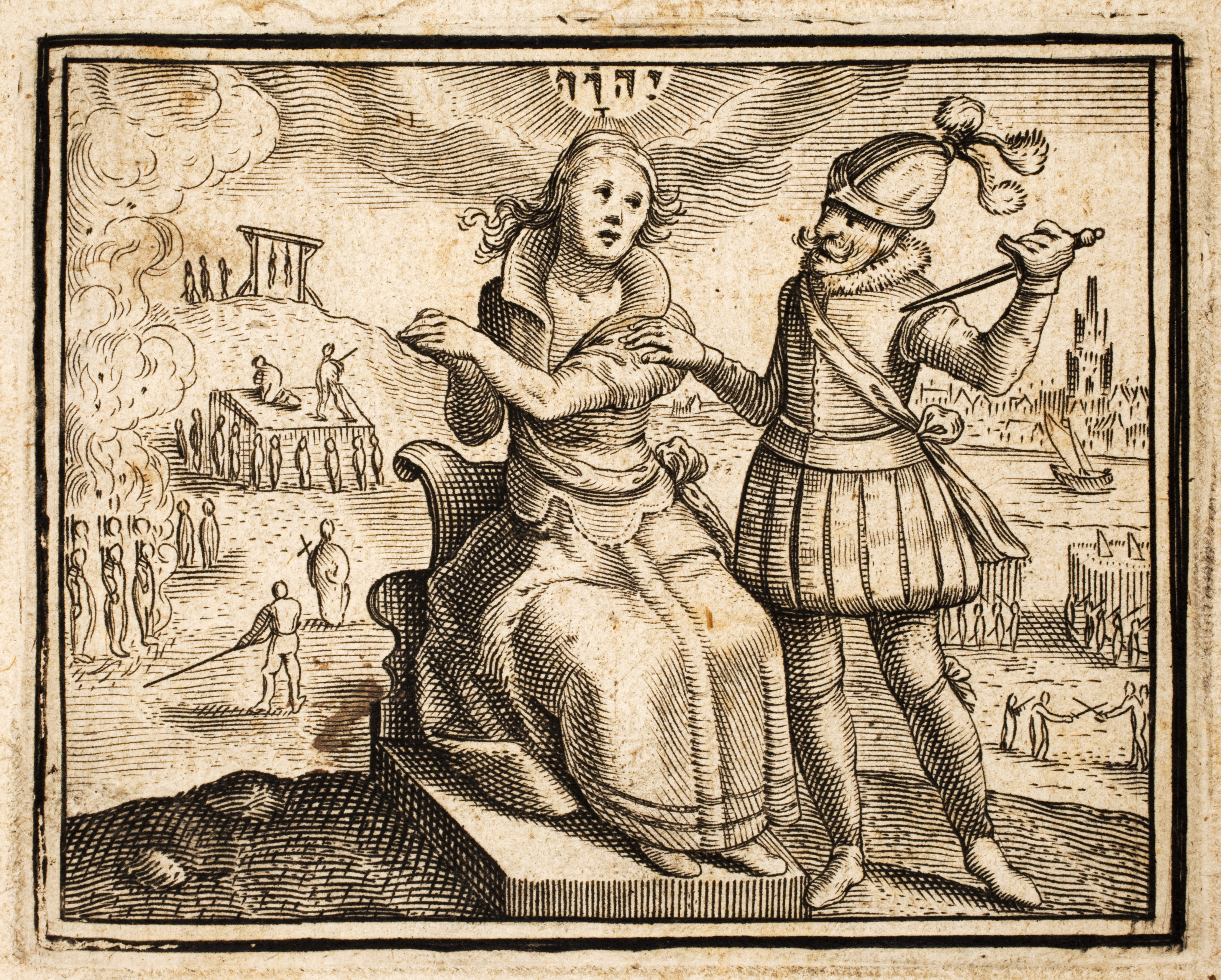
La doncella neerlandesa acosada por un soldado español. Obra de Gysius: Oorsprong en voortgang, 1616.
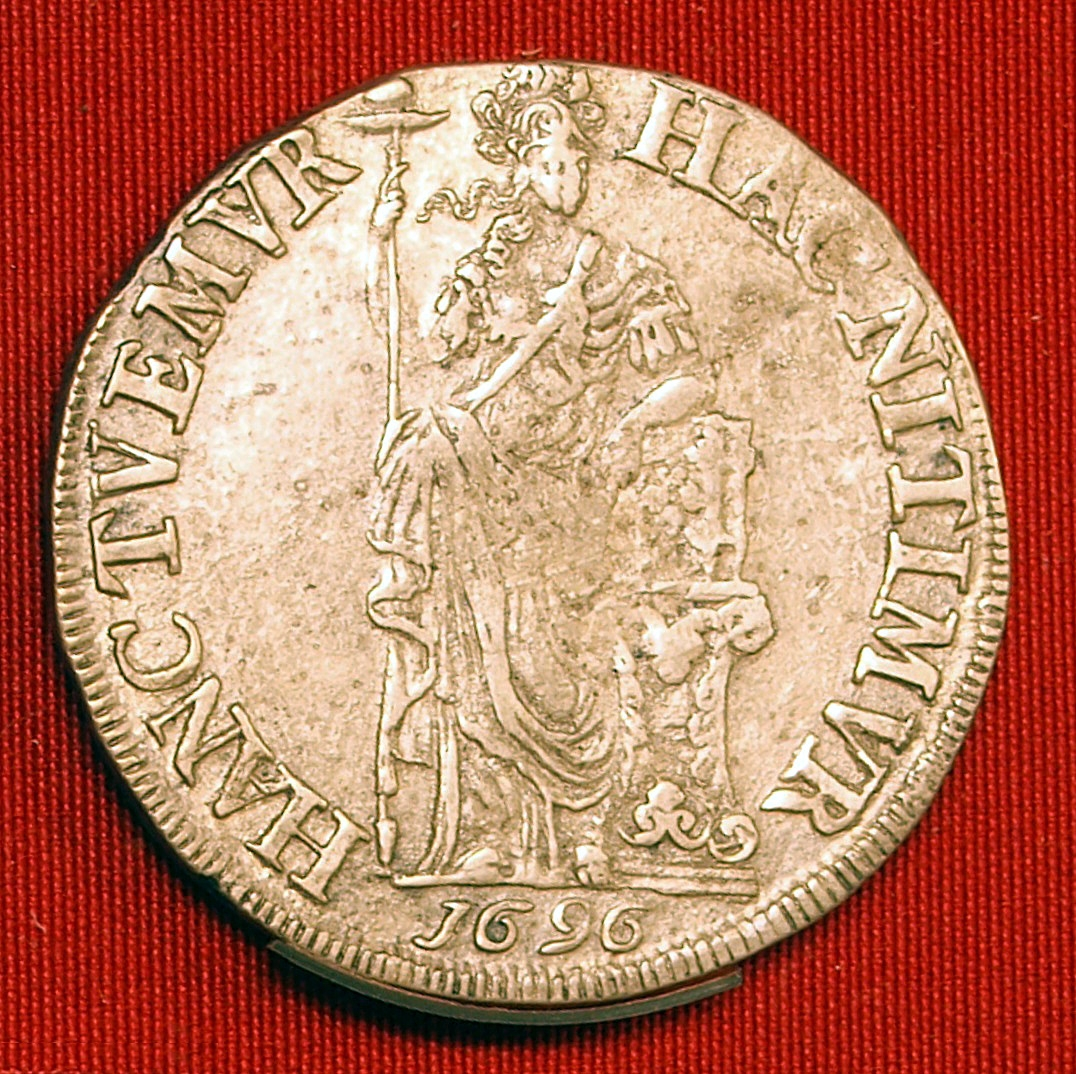
Reverso de una moneda de plata de 3 florines de 1696 acuñadas en Leeuwarden con la leyenda en latín de HANC TUEMUR, HAC NITIMUR ("La protegemos; nos apoya"), mostrando a la doncella sosteniendo una lanza que en lo alto sostiene un gorro frigio y en la mano izquierda una biblia y apoyándose en un altar.
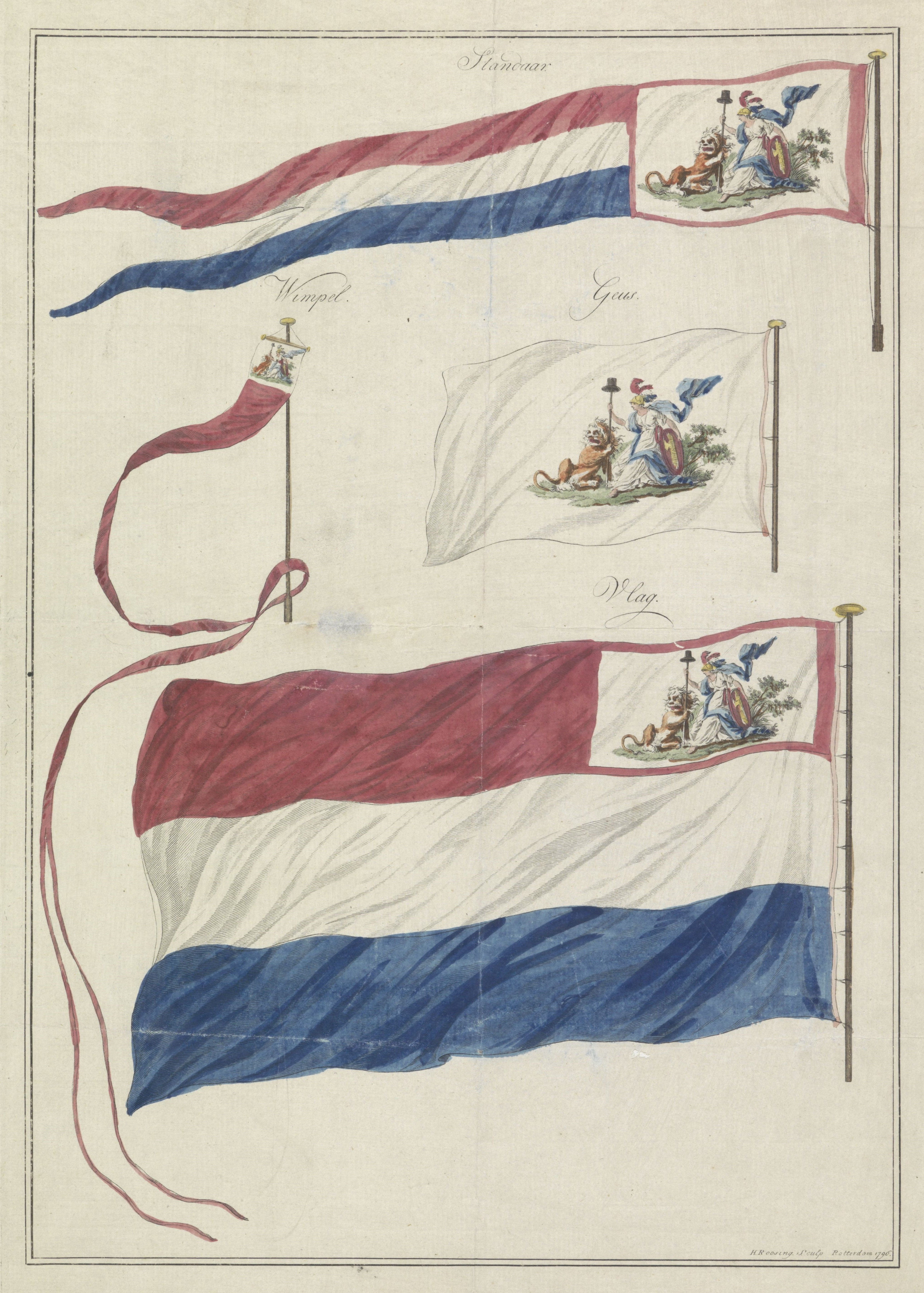
Banderas de la República de Batavia.
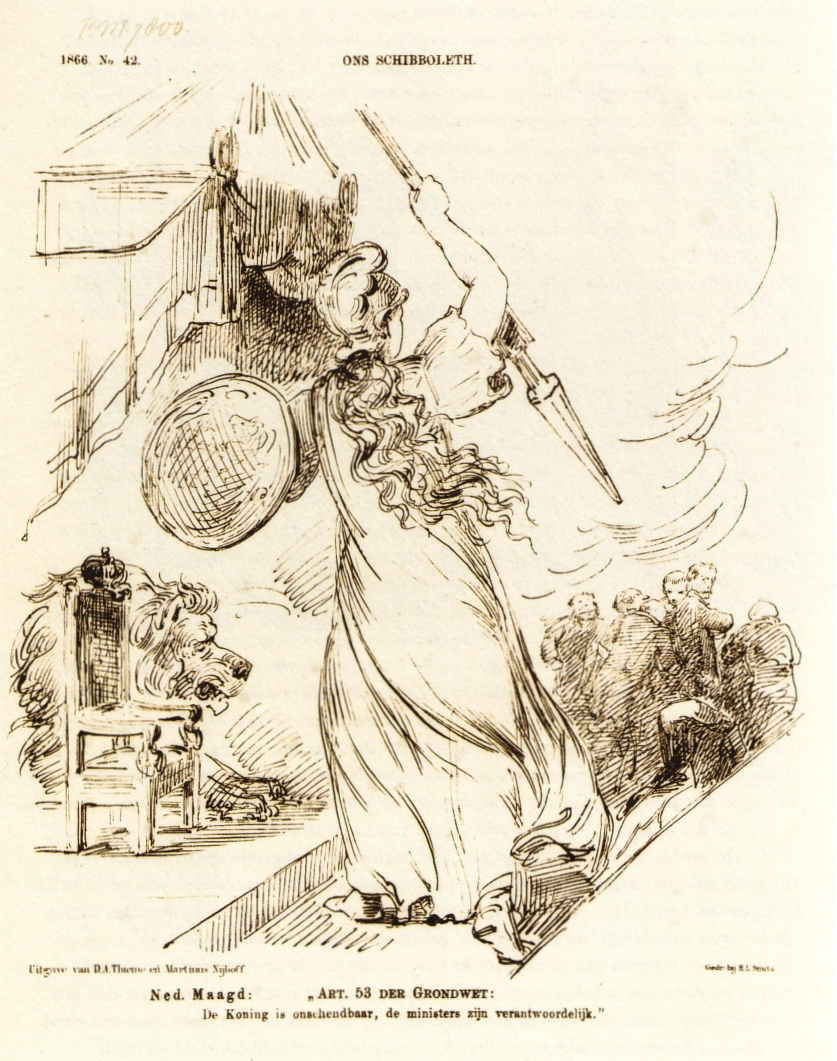
Doncella neerlandesa en un grabado político titulado "Ons Schibboleth", publicado en el De Nederlandsche Spectator, 1866.
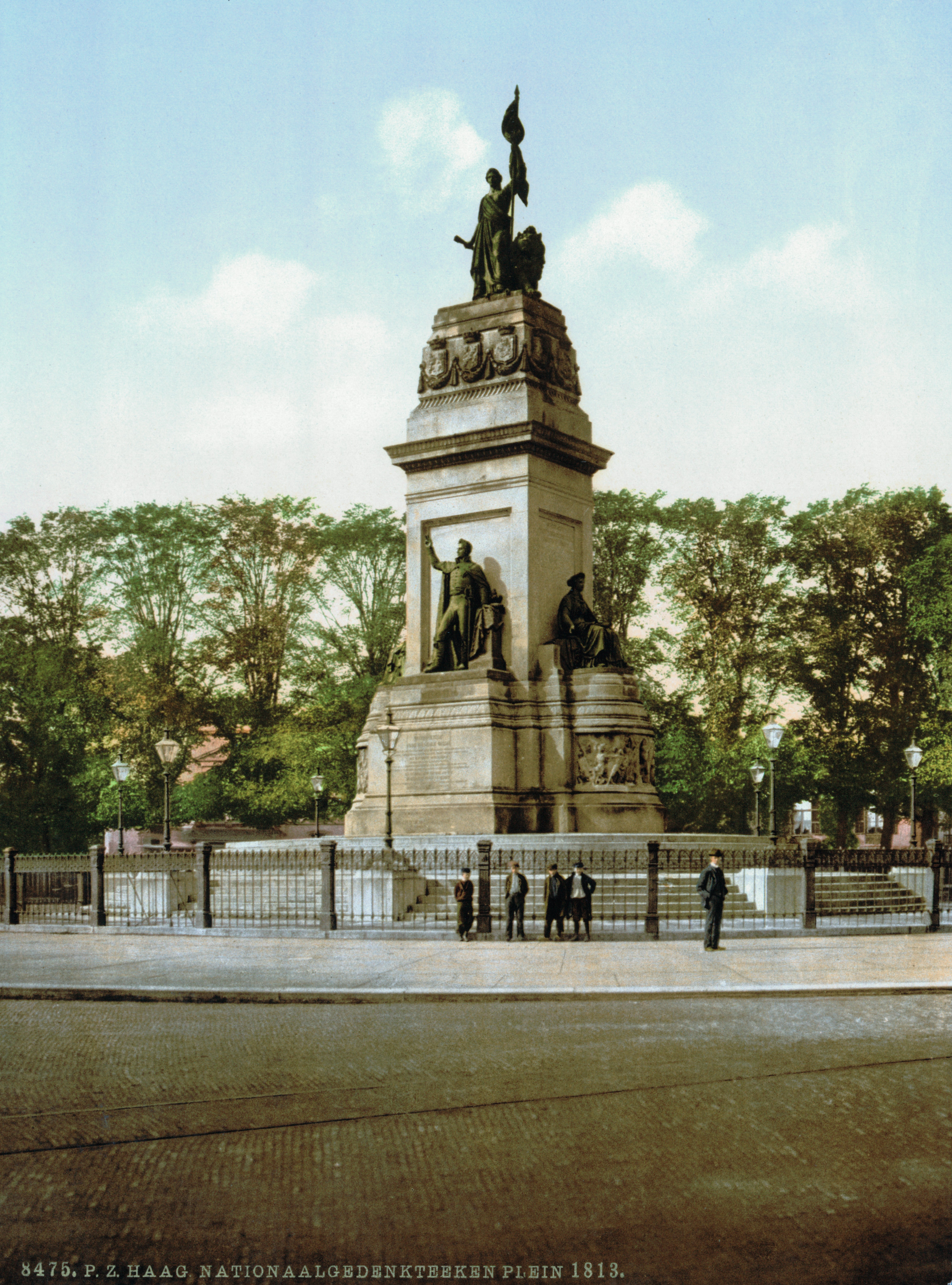
La doncella en lo alto de un monumento nacional en Plein, levantado en 1813 en La Haya.
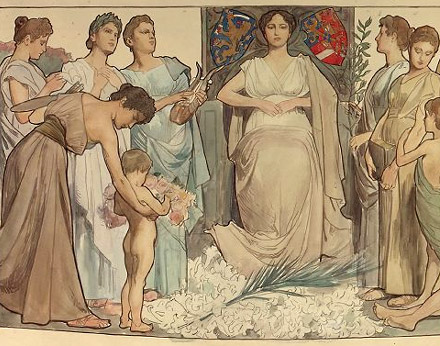
Doncella neerlandesa en un diseño para el carruaje de oro de la familia real neerlandesa, por Nicolaas van der Waay.

## Doncella como símbolo provincial
Comenzando el Renacimiento fue común que una pronvincia neerlandesa fuera simbolizada por una doncella, como la "doncella de Holanda".

### Doncella de Holanda

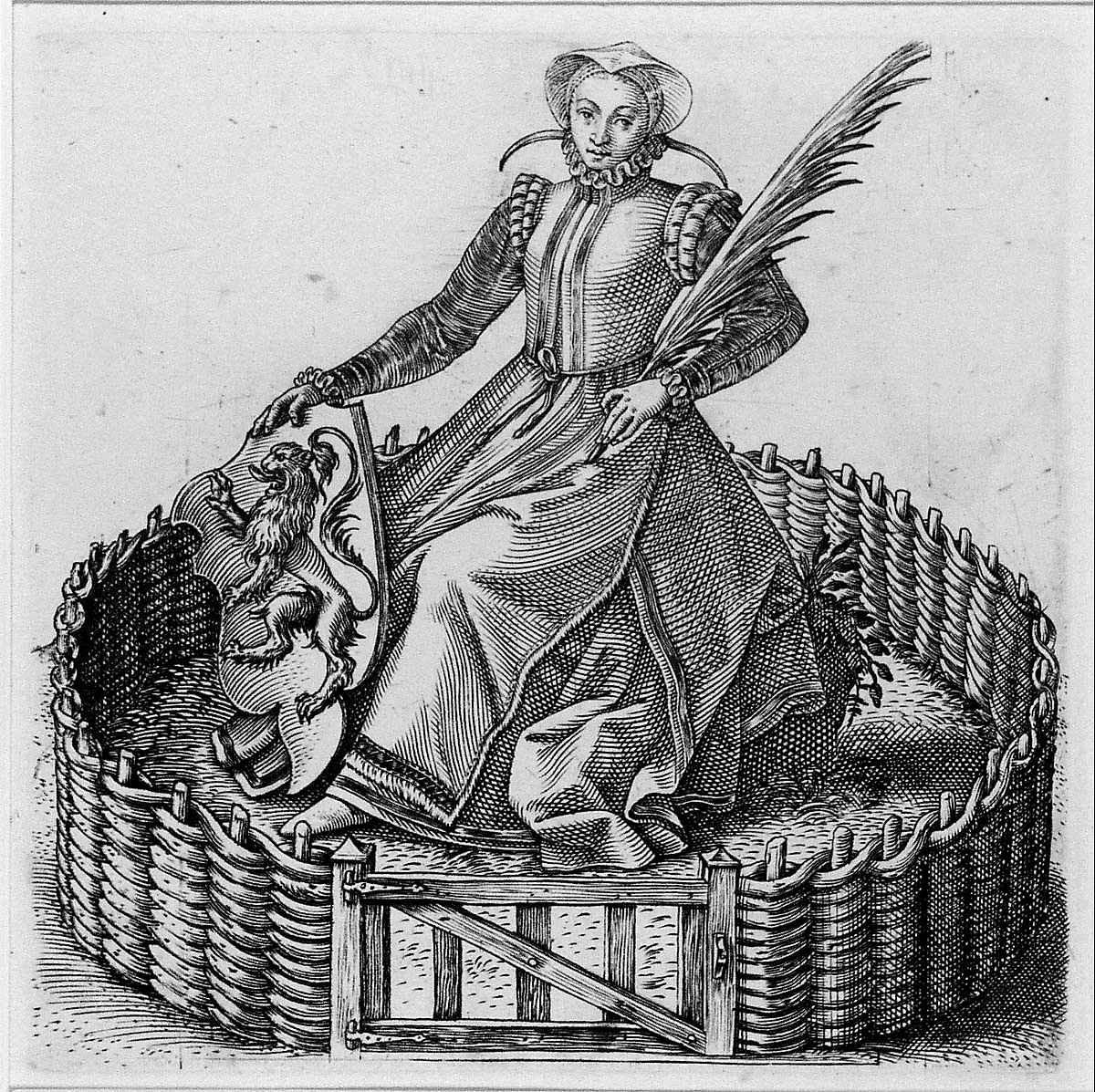
Doncella de Holanda en el jardín de Holanda, 1563, por Philips Galle.
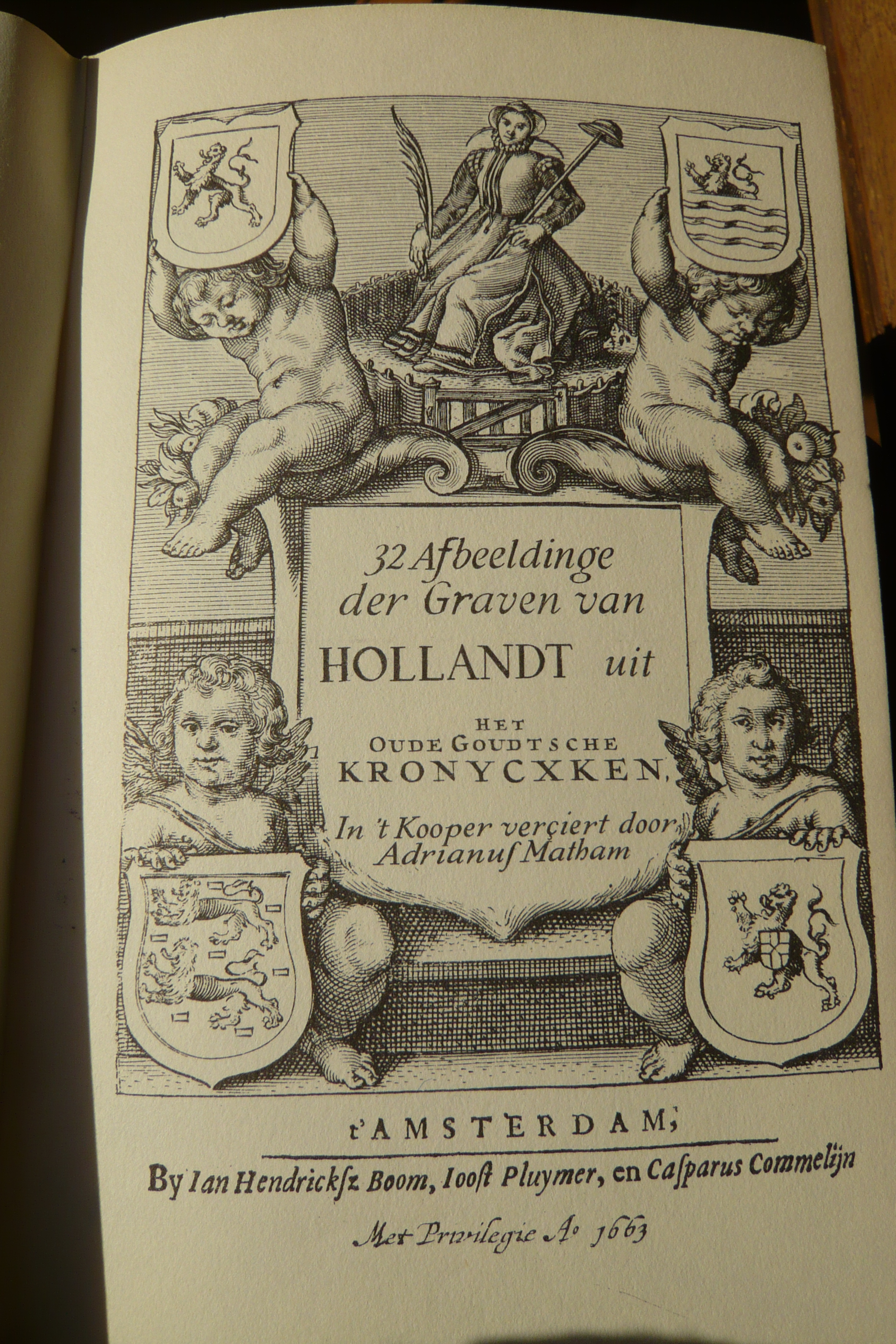
Mismo tema 100 años después en 1663, en la serie de Condes de Holanda.

## Doncella como símbolo de una ciudad
Una "doncella de ciudad" (stedenmaagd) fue usada también para simbolizar un pueblo neerlandés como la "doncella de Dordrecht".

### Doncella de Dordrecht
En un relieve del siglo XVI en la puerta de Groothoofdspoort en Dordrecht, aparece la doncella de Dordrecht sosteniendo el escudo de la ciudad, aparece en posición sedente en el simbólico jardín de Holanda. Ella está rodeada por los escudos de otras 15 ciudades. El mismo motivo fue objeto de regalo en 1596 para la iglesia de Sint Janskerk por el concejo de la ciudad de Dordrecht. Del 19 al 23 de julio de 1572, Dordrecht fue escenario de la primera reunión de las provincias para rebelarse contra el gobierno español.

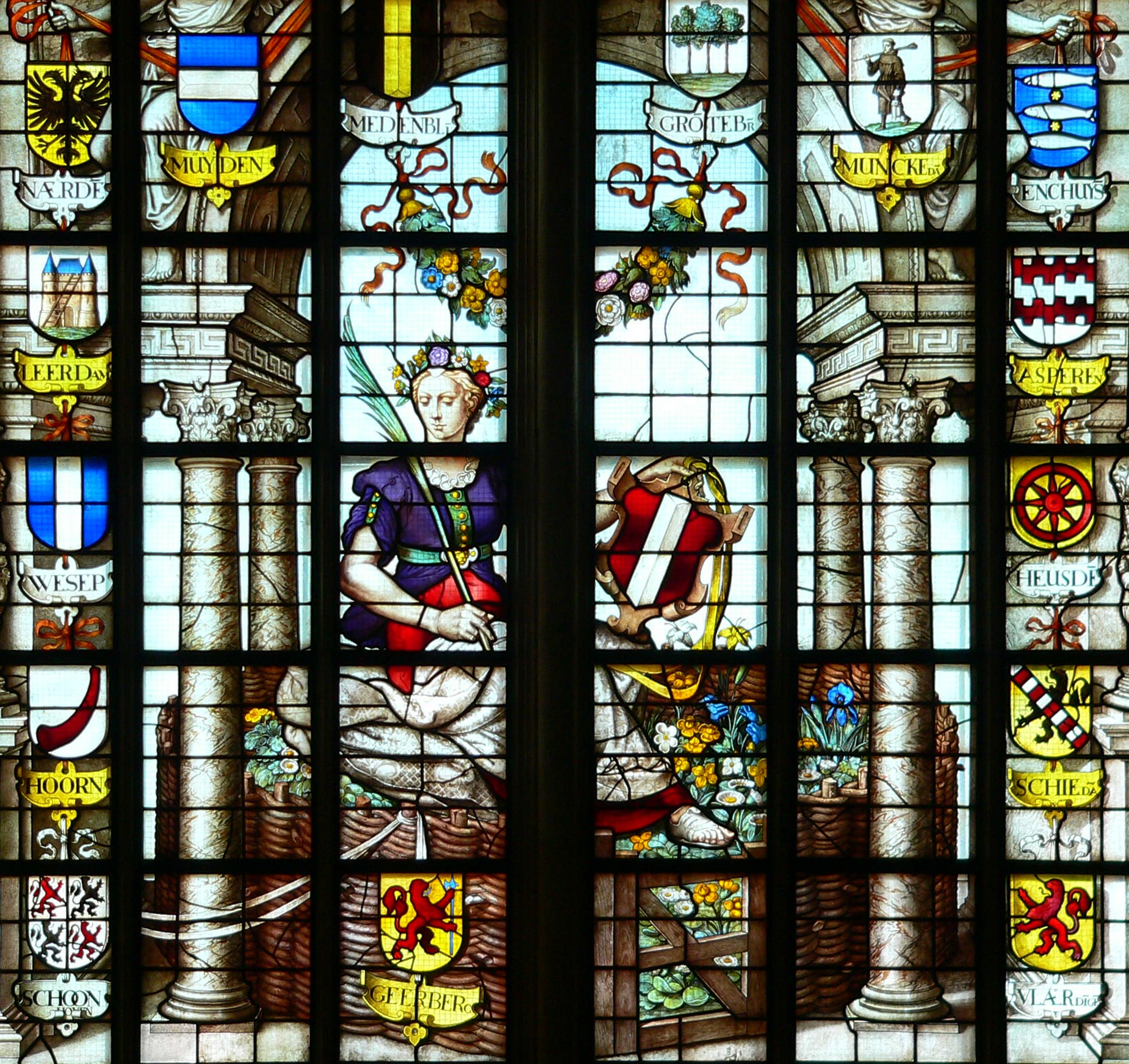
Doncella de Dordrecht, 1596, vidrieras hechas por Gerrit Gerritsz Cuyp en Janskerk.
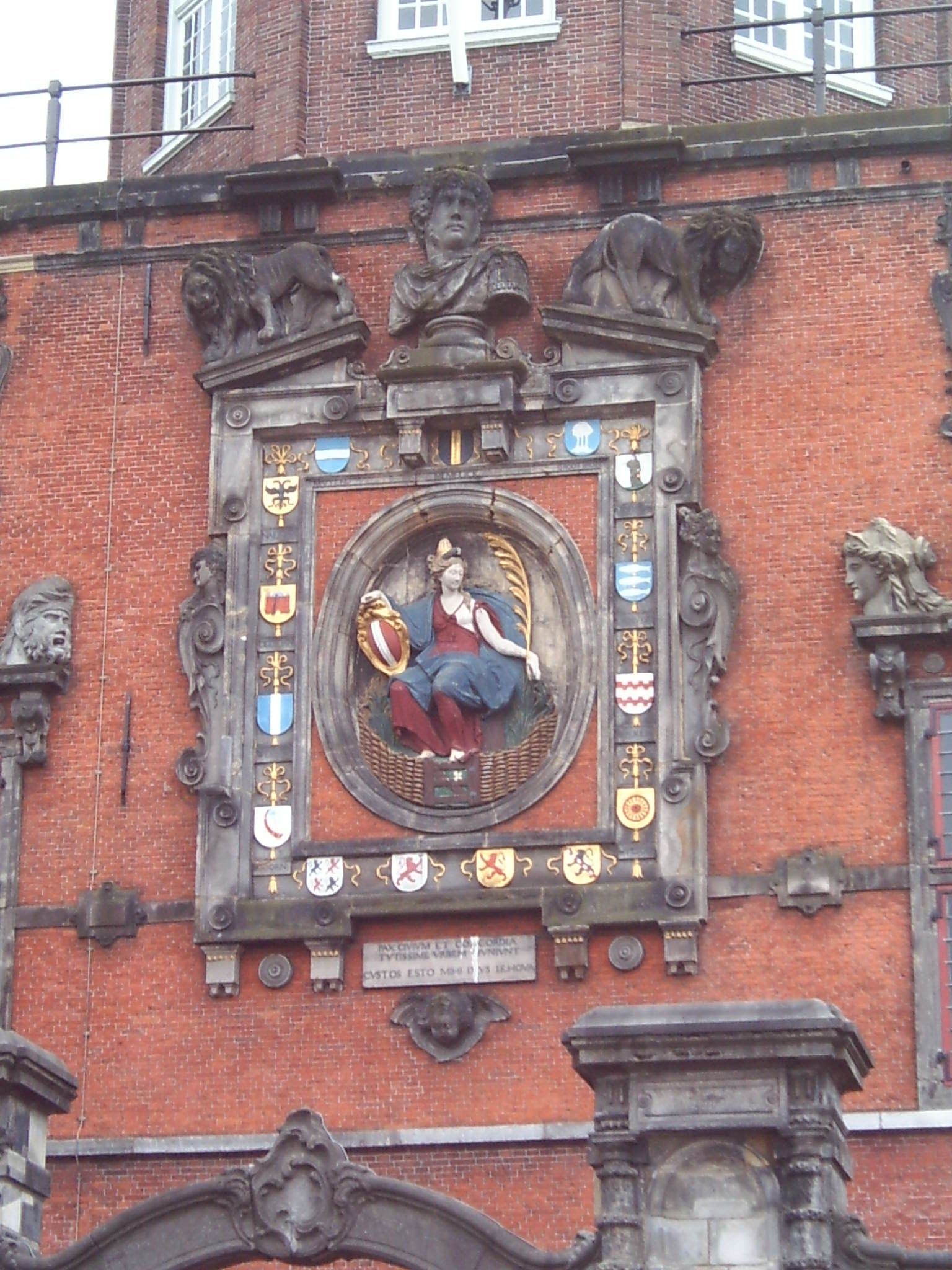
Doncella de Dordrecht en la Groothoofdspoort de Dordrecht realizada en 1618.

En esos símbolos de Dordrecht, los escudos pertenecen a los siguientes pueblos: Geertruidenberg, Schoonhoven, Hoorn, Weesp, Leerdam, Naarden, Muiden, Medemblik, Grootebroek, Monnickendam, Enkhuizen, Asperen, Heusden, Schiedam and Vlaardingen.